# Infanticídio de Théo Ricardo Ferreira Felber
O infanticídio de Théo Ricardo Ferreira Felber (também filicídio de Théo Ricardo Ferreira Felber, assassinato de Théo Ricardo Ferreira Felber e Caso Théo) ocorreu no dia 25 de março de 2025 na cidade de São Gabriel, Rio Grande do Sul, quando o pai da criança, Tiago Ricardo Felber, jogou o menino de 5 anos da ponte sobre o rio Vacacaí como vingança contra a ex-esposa, Abigail Luisa Ferreira. Após cometer o infanticídio, Tiago enviou um áudio para a ex: "Viu guria, seja forte. Fiz uma loucurinha agora, tá? Aguenta o coração agora pro resto da vida. Eu atirei o Theo abaixo da ponte agora".  
A Vara Criminal de São Gabriel aceitou a denúncia contra Tiago e ele virou réu em final de abril por crime de homicídio com diversas qualificadoras, incluindo crime contra descendente. 
O crime foi mais um filicídio que repercutiu tanto no estado como no país, após os assassinatos de Bernardo Boldrini, Rafael Winques e Miguel dos Santos Rodrigues.
O caso também é enquadrado pelo que se convencionou chamar de feminicídio indireto. "Quando um homem mata os seus filhos para atingir a companheira (...) de alguma forma ele está matando essa mulher (...) porque uma mulher que perde os filhos dessa forma, a vida dela acabou, e isso é um feminicídio indireto", explicou Ivana Battagl, Coordenadora do Centro de Apoio de Enfrentamento à Violência contra a Mulher, do Ministério Público do Rio Grande do Sul . 

## Contexto
Tiago e a ex-mulher, Abigail Luisa Ferreira, haviam se separado em novembro de 2024, situação que Tiago não aceitava. Segundo relatos da mãe, eles haviam se mudado de Nova Hartz, no Vale do Rio dos Sinos, para São Gabriel no início de 2024 em busca de emprego e melhores condições de vida. No entanto, ela teria se sentido isolada e também estava descontente com o comportamento possessivo dele, tendo em novembro voltado com o filho para Nova Hartz. 
Não houve relatos por parte da mulher de violência doméstica ou contra o menino anterioremente, mas pouco depois Tiago foi até Nova Hartz e o casal discutiu, tendo ele quebrado pertences da ex, incluindo um celular. Ela chegou a registrar uma ocorrência, mas não seguiu com o processo.  
No dia 22 Tiago teria avisado familiares que buscaria o filho para a que passassem juntos se aniversário de 40 anos, o que teria tido apoio de sua família,

## Crime
No dia 25 Tiago enviou áudios para a ex-mulher e também para familiares, avisando sobre o crime. "A hora que a minha esposa ligou, ele disse assim: 'vem buscar a chave aqui no centro, porque eu fiz uma bobagem. Eu machuquei o Theo até não poder mais'", relatou Fulvio Diverio, tio do menino à RBS TV.
"Tiago disse em depoimento que após atirar a criança da ponte, teria ido almoçar", disse o delegado.

### Motivação
Tiago queria se vingar da ex-mulher, já que, de acordo com o delegado Daniel Severo, "ele não aceitava a separação, não aceitava que ela se relacionasse novamente com outras pessoas e falou várias vezes que o motivo era vingança". 

## Investigações
Após relatar o crime para parentes e a ex-mulher, Tiago acabou se entregando e disse ao delegado que na noite antetor ao crime, em 24 de março, teria esganado o filho, mas que este teria recobrado os sentidos. Imagens de câmeras obtidas pela polícia mostram que no dia 25 ele havia circulado de bicicleta com o menino por cerca de três horas pela cidade de São Gabriel para encontrar um local adequado para cometer o infanticídio. 
"O plano inicial do pai era matar a ex-companheira, mãe do menino, e o namorado dela. No entanto, ele teria mudado de ideia no domingo (23/3)", reportou o portal Metrópoles. 
Em meados de abril a perícia confirmou que o menino estava vivo ao ser atirado da ponte. 

## Prisão, julgamento e pena
Tiago foi detido no dia 25 após confessar e detalhar o crime e seu mandato de prisão temporária foi expedido no 26 de março. No dia 28 seguinte ele foi transferido da unidade prisional de São Gabriel para outra prisão porque segundo seu advogado, teria sido agredido por policiais e outros detentos. O delegado negou as agressões por parte das autoridades. Dias antes seu defensor também havia pedido sua soltura por este ter confessado o crime sem a presença de um advogado.  
O criminoso virou réu em 29 de abril por homicídio qualificado, estando entre as qualificadoras motivo torpe, emprego de asfixia, traição e dissimulação, recurso que dificultou a defesa da vítima, crime contra menor de 14 anos e crime contra descendente. 